# Championnats du monde de cyclisme sur route 1990
Navigation
Chambéry 1989 Stuttgart 1991
Les Championnats du monde de cyclisme sur route 1990 ont lieu le 2 septembre 1990 à Utsunomiya au Japon.

## Résultats
| Épreuves                             | Or                                                                          | Or                  | Argent                                                               | Bronze                                                                                     |
| Épreuves masculines                  | Épreuves masculines                                                         | Épreuves masculines | Épreuves masculines                                                  | Épreuves masculines                                                                        |
| ------------------------------------ | --------------------------------------------------------------------------- | ------------------- | -------------------------------------------------------------------- | ------------------------------------------------------------------------------------------ |
| Course en ligne Résultats détaillés  | Rudy Dhaenens Belgique                                                      | 6 h 51 min 59 s     | Dirk De Wolf Belgique                                                | Gianni Bugno Italie                                                                        |
| Course en ligne amateure             | Mirko Gualdi Italie                                                         | -                   | Roberto Caruso Italie                                                | Jean-Philippe Dojwa France                                                                 |
| Contre-la-montre amateur par équipes | Union soviétique Oleh Halkin Rouslan Zotov Igor Patenko Alexander Markovich | -                   | Allemagne de l'Est Maik Landsmann Uwe Peschel Uwe Berndt Falk Boden  | Allemagne de l'Ouest Rolf Aldag Kai Hundertmarck Raimund Lehnert Michael Rich              |
| Épreuve féminine                     |                                                                             |                     |                                                                      |                                                                                            |
| Course en ligne                      | Catherine Marsal France                                                     | -                   | Ruthie Matthes États-Unis                                            | Luisa Seghezzi Italie                                                                      |
| Contre-la-montre par équipes         | Pays-Bas Leontien van Moorsel Monique Knol Cora Westland Astrid Schop       | -                   | États-Unis Inga Thompson Eve Stephenson Phyllis Hines Maureen Manley | Union soviétique Natalya Melekhina Nadesja Kibardina Valentina Polkhanova Natalia Chipaeva |

## Tableau des médailles
| Rang  | Nation               | Or | Argent | Bronze | Total |
| ----- | -------------------- | -- | ------ | ------ | ----- |
| 1     | Italie               | 1  | 1      | 2      | 4     |
| 2     | Belgique             | 1  | 1      | 0      | 2     |
| 3     | France               | 1  | 0      | 1      | 2     |
| 3     | Union soviétique     | 1  | 0      | 1      | 2     |
| 4     | Pays-Bas             | 1  | 0      | 0      | 1     |
| 5     | États-Unis           | 0  | 2      | 0      | 1     |
| 6     | Allemagne de l'Est   | 0  | 1      | 0      | 1     |
| 7     | Allemagne de l'Ouest | 0  | 0      | 1      | 1     |
| Total | Total                | 5  | 5      | 5      | 15    |